# Chi tiriamo in ballo?
Chi tiriamo in ballo? fu un programma televisivo italiano in onda su Rai 2 per due stagioni dal 1986 al 1988, la domenica alle ore 16:40, con la conduzione di Gigi Sabani, Valerio Merola, Ramona Dell'Abate e Alberto Tovaglia per la prima edizione, e successivamente dal solo Sabani, affiancato da Alberto Tovaglia, Stefania Mecchia, Patrizia Caselli, Giulia Fossà e Maura Musi. Lo spazio comico era affidato al trio La Trappola, composto da Giampaolo Fabrizio, Silvia Nebbia e Carlo Conversi.

## Il programma
Il programma, definito uno show match della domenica, era un varietà improntato sul coinvolgimento del pubblico da parte dei conduttori, che lo invitavano a sfidarsi in numeri di spettacolo improvvisati, gare di imitazioni, canzoni e monologhi comici, su di un palco a forma di ring. Al termine delle esibizioni intervenivano personaggi noti, che dovevano scegliere il vincitore della puntata. Non mancava il coinvolgimento degli stessi conduttori, che si sfidavano tra di loro, e l'apporto di ospiti musicali e balletti.